# Impatiens auricoma
Impatiens auricoma es una especie de planta perenne que en climas templados es una planta anual. Es originaria de las islas Comoras (Mayotte)

## Taxonomía
Impatiens auricoma fue descrita por  Henri Ernest Baillon y publicado en Bulletin Mensuel de la Société Linnéenne de Paris 1: 596. 1886.
Etimología
Impatiens: el nombre científico de estas plantas se deriva de impatiens (impaciente), debido a que al tocar las vainas de semillas maduras estas explotan, esparciéndolas  a varios metros. Este mecanismo es conocido como balocoria, o también como "liberación explosiva".
auricoma: epíteto latino que significa "oreja peluda".